# Вулиця Вадима Модзалевського
Ву́лиця Вади́ма Модзале́вського — вулиця в Деснянському районі міста Києва, селище Троєщина. Пролягає від вулиці Лесі Українки до вулиці Василя Щавинського.
Прилучається вулиця Гоголя.

## Історія
Виникла в першій половині XX століття, мала назву вулиця Щорса, на честь радянського військового діяча Миколи Щорса.
Сучасна назва на честь українського історика, археографа, архівіста та генеалога Вадима Модзалевського — з 2016 року.